# Valea Zevulun

O hartă a Galileei. Valea Zebulunului este de-a lungul Golfului Haifa

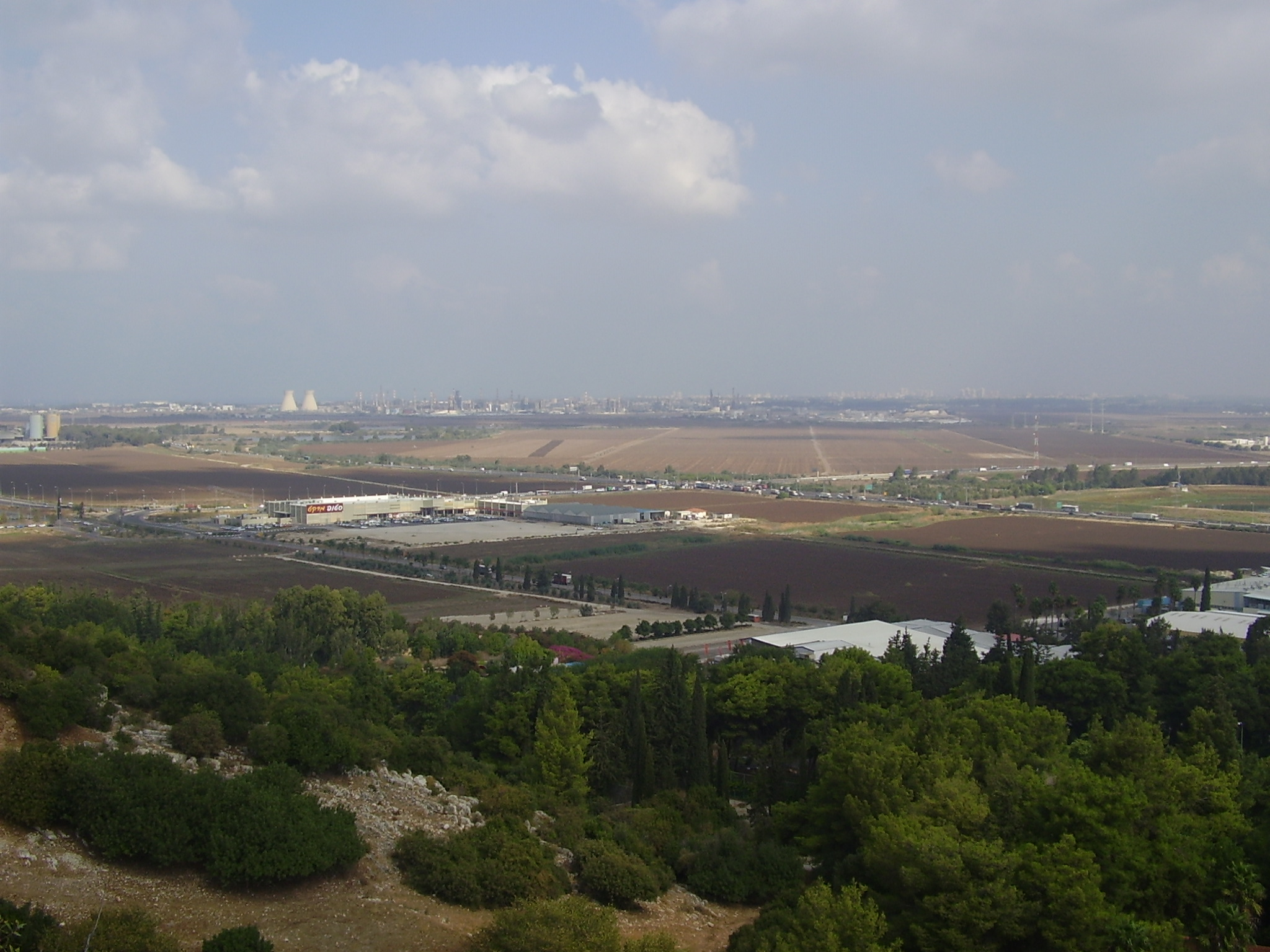
ZValea Zebulun

Valea Zebulun (în ebraică עמק זבולון, transliterat: Emek Zvulun) este un teritoriu fertil de coastă în partea de nord a Israelului, parte a câmpiei de coastă israeliene⁠(<span title="Câmpia de coastă israeliană|câmpiei de coastă israeliene la Wikidata">d) de-a lungul golfului Haifa.
Lungimea văii este de 14 km, cu lățimea maximă de până la 9 kilometri. Din punct de vedere geologic, nu este o vale, ci mai degrabă o câmpie, o continuare a faliei care produce o câmpie de la râul Iordan la Golful Haifa – care include și Valea Jezreel (care nu este nici ea o vale în sens tradițional), Valea Harodului și Valea Beit She'an.
Valea Zvulun este delimitată de râul Naaman la nord, de lanțul montan Muntele Carmel la sud, de Marea Mediterană / golful Haifa la vest și de dealurile Alonim – Shfar'am din Galileea de Jos la est. Râul Chișon se întinde de-a lungul părții sudice a zonei în Golful Haifa.
Numele teritoriului a fost ales dintr-o greșeală, deoarece, potrivit descrierilor din Cartea lui Iosua tribul Zebulon se afla în Valea Izreel, în timp ce țara în cauză aparținea tribului lui Așer.
În partea de vest a văii sunt orașele aglomerației Krayot, centrul este ocupat de așezările Consiliului Regional Zevulun, în est există kibuțul Yagur și Kfar Hasidim (ambele sub jurisdicția Consiliului Regional Zevulun), Rechasim și unele așezări arabe, cum ar fi Ibtin.